# Royal Shakespeare Company
Royal Shakespeare Company (acronim RSC) este o companie de teatru britanică dedicată inițial punerii în scenă a operei lui William Shakespeare. Fondată în 1879, cu sediul în orașul natal al lui Shakespeare, Stratford-upon-Avon, compania a ajuns la peste 1.000 de angajați și pune în scenă în fiecare an aproximativ 20 de producții teatreale, în principal piese shakespeariene dar și de alți autori, unii fiind contemporani. RSC are spectacole regulate la Londra și Stratford-upon-Avon și desfășoară turnee în Marea Britanie și la nivel internațional.
Lista actorilor care au apărut în spectacolele Royal Shakespeare Company de-a lungul timpului cuprinde nume extrem de prestigioase, recipienți ai celor mai importante distincții actoricești, o parte fiind chiar înnobilați pentru contribuția lor la dezvoltarea artei teatreale. Putem enumera din Marea Britanie pe: John Gielgud, Laurence Olivier, Ben Kingsley, Helen Mirren, Gary Oldman dar si actori din alte țări anglofone ca: Peter O'Toole, Christopher Plummer, John Lithgow, F. Murray Abraham.